# Collectanea Cisterciensia
Het tijdschrift Collectanea Cisterciensia - Revue de spiritualité monastique is een trimestrieel tijdschrift dat wordt uitgegeven door de Cisterciënzersorde. Inhoudelijk focust dit tijdschrift op de monastieke spiritualiteit en geschiedenis, met name van de Cisterciënzers.
Het werd in 1933 opgericht en goedgekeurd door het algemeen kapittel. Het tijdschrift heeft steeds een sterke band gehad met de abdij van Scourmont. De eerste hoofdredacteur (1933-1954) Camille Hontoir was lid van deze gemeenschap.   
Het tijdschrift kreeg een belangrijke impuls onder het redactieschap van dom André Louf. Hij leidde het tijdschrift van 1959 tot aan zijn abtsverkiezing in 1962. Zo voegde hij het onderdeel de Bulletin de spiritualité monastique. Dit onderdeel geeft een beredeneerde opsomming van de literatuur verschenen met betrekking tot de monastieke spiritualiteit. Sinds 2005 is voor het eerste een monniale hoofdredacteur, met name zr. Marcelle Bodson van de abdij van Clairefontaine.

## Links
- home page: citeaux.net